# Hieracium glaucophyllum
Hieracium glaucophyllum es una especie de planta con flor del género Hieracium, de la familia Asteraceae, orden Asterales.

## Distribución
Hieracium glaucophyllum se distribuye por España.

## Taxonomía
Fue descrita científicamente por Scheele.
Tratamiento taxonómico
La especie aparece registrada y publicada en Linnaea.